# 維拉尼

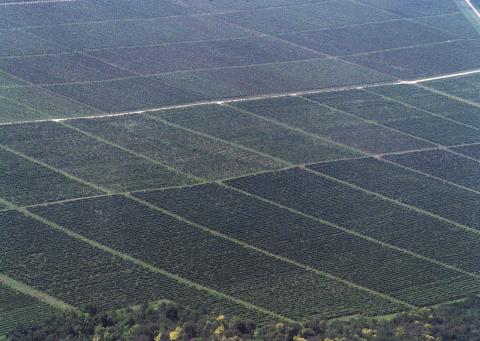

維拉尼（匈牙利語：Villány，羅馬化：Viljan）是匈牙利的城鎮，位於該國南部，由巴蘭尼亞州負責管轄，面積22.02平方公里，該地區自青銅時代已有人類居住，2011年人口2,453，其中約七成居民信奉天主教。